# Comuna Nîvna, Dzerjînsk
Nîvna (în ucraineană Нивненська сільська рада) este o comună în raionul Dzerjînsk, regiunea Jîtomîr, Ucraina, formată din satele Holubîn, Iablunivka și Nîvna (reședința).

## Demografie
Componența lingvistică a satului Nîvna
     Ucraineană (99,19%)
     Alte limbi (0,81%)
Conform recensământului din 2001, majoritatea populației satului Nîvna era vorbitoare de ucraineană (99,19%), existând în minoritate și vorbitori de alte limbi.